# Çoğaşlı, Bekilli
Çoğaşlı là một xã thuộc huyện Bekilli, tỉnh Denizli, Thổ Nhĩ Kỳ. Dân số thời điểm năm 2010 là 348 người.